# Emily S. Cross
Emily S. Cross (* 1979) ist eine kognitive Neurowissenschafterin mit einer Professur an der ETH Zürich und Tänzerin.

## Neurowissenschafterin
Seit April 2023 ist Emily S. Cross ordentliche Professorin für kognitive und soziale Neurowissenschaften an der ETH in Zürich. Sie leitet das Social Brain Sciences (SBS) Team und ist mitverantwortlich für das Social Brain in Action Laboratory. Die Arbeit von Cross und ihrem Forschungsteam konzentriert sich darauf, wie verschiedene Erfahrungen die Art und Weise prägen, wie wir in einer komplexen sozialen Welt von anderen lernen und sie wahrnehmen. In ihrer Forschung verwendet sie komplexe Handlungslern-Paradigmen (oft unter Einbeziehung von Tanz, Akrobatik und Musik), soziale Interaktionsmanipulationen und Roboter in Kombination mit bildgebenden Verfahren und Hirnstimulation. Sie erforscht damit, wie Gehirne und Verhaltensweisen über die gesamte Lebensspanne und über Kulturen hinweg geformt werden.

## Leben und Leistungen
1997 bis 2001 studierte Emily S. Cross Psychologie und Tanz am Pomona College in Claremont, California, von 2002 bis 2003 machte sie ihren Master an der University of Otago, New Zeeland in Kognitive Psychologie. Weiter absolvierte sie ihr Ph.D. von 2003 bis 2008 in Kognitiven Neurowissenschaften am Dartmouth College in Hanover. Sie arbeitete bisher an zahlreichen Standorten als Professorin, so u. a. von 2022 bis 2023 an der Western Sydney University für menschliche Neurowissenschaften und soziale Robotik, von 2020 bis 2022 an der Macquarie University in Sidney und von 2017 bis 2020 als Professorin für Soziale Robotik an der University of Glasgow in Scotland.

## Auszeichnungen
Emily S. Cross’ Arbeiten werden in einer Vielzahl hochkarätiger Publikationen veröffentlicht (z. B. Trends in Cognitive Sciences, Cognition, Journal of Neuroscience, International Journal of Social Robotics, Philosophical Transactions of the Royal Society) und wurden von einer Reihe nationaler und internationaler Geldgeber gefördert, darunter die Fulbright-Kommission, der Europäische Forschungsrat (ERC), der ESRC Future Research Leaders Award, der ESPRC Engineering & Physical Sciences Research Council, die NIH National Institutes of Health und das britische Verteidigungsministerium. Darüber hinaus hat Cross eine Reihe von Preisen für ihre Beiträge zur interdisziplinären Erforschung des Lernens und des Gehirns erhalten, wie den Philip Leverhulme Prize for Psychology, den Jacob Bronowski Award der British Science Foundation und einen Young Talent Award der Dutch Neuroscience Society. In jüngster Zeit wurden ihre Beiträge zur sozialen Robotik dadurch gewürdigt, dass sie in die jährlichen Listen von RoboHub und Insight Analytics der besten Frauen in der Robotik aufgenommen wurde. 2022 wurde sie als eine der australischen Superstars of STEM ausgewählt.

## Publikationen
- Emily S. Cross: Shared Representations – Sensorimotor Foundations of Social Life, 2016, Cambridge University Press